# Сверепець
Сверепець (словац. Sverepec) — село, громада округу Поважська Бистриця, Тренчинський край. Кадастрова площа громади — 6.23 км².
Населення 1361 особа (станом на 31 грудня 2021 року).

## Історія
Сверепець згадується 1321 року.

## Населення
| Рік:            | 1994. | 2004.   | 2014.    | 2024.    |
| --------------- | ----- | ------- | -------- | -------- |
| Кількість осіб: | 1064  | 1102    | 1237     | 1404     |
| Різниця:        |       | +3,57 % | +12,25 % | +13,50 % |

| Рік:            | 2023. | 2024.   |
| --------------- | ----- | ------- |
| Кількість осіб: | 1376  | 1404    |
| Різниця:        |       | +2,03 % |